# Jamal Mashburn
Pour les articles homonymes, voir Mashburn.
Jamal Mashburn (né le 29 novembre, 1972 à New York) est un joueur américain professionnel de basket-ball à la retraite, il a évolué aux Mavericks de Dallas, au Heat de Miami et a terminé sa carrière chez les Hornets de la Nouvelle-Orléans.

## Biographie
Sélectionné en quatrième position par les Mavericks de Dallas lors de la Draft 1993 de la NBA, Mashburn forme le célèbre trio des " 3 J " avec Jim Jackson et Jason Kidd. Mashburn est un scoreur prolifique durant ses 12 saisons passées dans la ligue, avec en moyenne 19,1 points par match. Il est surnommé The Monster Mash ou Masher.
En décembre 1994, il devient le deuxième plus jeune joueur à franchir la barre des 50 points dans un match, devancé par Rick Barry de 87 jours. Depuis, LeBron James et Brandon Jennings l'ont relégué à la quatrième place.
Lors de la saison 1996-97, il n'est titularisé que 21 fois sur les 37 premiers matches de la saison des Mavericks. Le 14 février 1997, il est transféré au Heat de Miami contre Sasha Danilovic, Martin Muursepp et Kurt Thomas.
Éliminé au premier tour des playoffs 2000, le Heat transfère Mashburn le 1er août 2000, avec P.J. Brown, Rodney Buford, Tim James et Otis Thorpe aux Hornets de Charlotte contre Eddie Jones, Ricky Davis, Dale Ellis et Anthony Mason.
Malgré sa décision de ne plus jouer de la saison en raison de sa blessure au genou, le 24 février 2005, les Hornets l'échangent avec Rodney Rogers, aux Sixers de Philadelphie contre Glenn Robinson. Mashburn ne parvient pas à se remettre de ses problèmes au genou et ne participe à aucune rencontre avec Philadelphie. Il est sur la liste des blessés pour l'ensemble de la saison 2004-05 et l'inactive liste en 2005-06. Le 24 mars 2006, les 76ers se séparent de Mashburn qui annonce ensuite sa retraite.
Jamal Mashburn fait partie des six joueurs NBA depuis 1970 à avoir inscrit plus de 20 points en moyenne lors de la dernière saison de sa carrière[réf. nécessaire], tournant en effet à 20,8 points par match avec les Hornets durant la saison 2003-2004. Les cinq autres sont Jerry West (20,3 en 1973-74), Larry Bird (20,2 en 1991-92), Dražen Petrović (22,3 en 1992-93), Reggie Lewis (20,8 en 1992-93) et Michael Jordan (20,0 en 2002-03).
En janvier 2012, il souhaite devenir propriétaire des Hornets de la Nouvelle-Orléans. Il en a déjà parlé avec David Stern à plusieurs reprises et est prêt à prendre la tête d’un groupe d’investisseurs.

## Palmarès
- NBA All-Star (2003)
- All-NBA Third Team (2003)
- NBA All-Rookie First Team (1994)
- Consensus first-team All-American (1993)
- SEC Player of the Year (1993)
- SEC Athlete of the Year (1993)